# Russell Harmer
Russell Thomas Harmer (Cambridge, 5 de noviembre de 1896-Rackheath, 31 de octubre de 1940) fue un deportista británico que compitió en vela en la clase 6 Metre. Participó en los Juegos Olímpicos de Berlín 1936, obteniendo una medalla de oro en la clase 6 Metre.

## Palmarés internacional
| Juegos Olímpicos | Juegos Olímpicos  | Juegos Olímpicos | Juegos Olímpicos |
| Año              | Lugar             | Medalla          | Clase            |
| ---------------- | ----------------- | ---------------- | ---------------- |
| 1936             | Berlín (Alemania) | Medalla de oro   | 6 Metre          |